# Maha Amer
Maha Khalid ‘Issa Amer, född 27 mars 1999, är en egyptisk simhoppare.

## Karriär
Amer tävlade för Egypten vid olympiska sommarspelen 2016 i Rio de Janeiro, där hon slutade på 28:e plats i svikthopp.
Vid VM 2024 i Doha tog Amer brons i enmeterssvikten, vilket var Egyptens första VM-medalj genom tiderna i simhopp.